# Berwickshire
Berwickshire (del gaélico escocés: Siorrachd Bhearaig) es un condado tradicional y un área del comité del Consejo al sudeste de Escocia, en la frontera con Inglaterra.

## Condado
Berwickshire era en sus comienzos uno de los condados de Escocia, hasta su disolución en 1975, durante la promulgación del Acta de reorganización local de gobierno. Su capital, de la cual recibe su nombre, había sido Berwick-upon-Tweed, pero el burgo real cambió de poder en 1482, por lo que pasó a formar parte del Reino de Northumbria, en Inglaterra. Desde ese entonces, la administración del condado fue llevada a cabo en Duns o Lauder hasta que Greenlaw se convirtió en su capital en 1596. Cuando se estableció un consejo condal en 1890, la capital volvió a ser Duns, donde aún se sitúa la antigua corte del Sheriff, y donde el Consejo de Límites (o de fronteras) de Escocia todavía dispone de un grupo de oficinas. De esta manera, Berwickshire era a menudo llamada vulgarmente Duns-shire.
Al tiempo de su disolución, tenía cuatro burgos y tres distritos:
- El distrito real de Lauder
- Los burgos de Coldstream, Duns y Eyemouth
- Los distritos del condado de Berwick Este, Central y Oeste.